# Grab (Trilj)
Grab je naselje u sastavu grada Trilja u Splitsko-dalmatinskoj županiji.

## Opis
Naselje je uz rub Sinjskog polja sjeverno od grada Trilja, udaljeno oko 5 km. Kroz mjesto protječe rječica Grab, lijevi pritok Rude. U središtu mjesta je župna crkva posvećena sv. Ivanu Krstitelju, pokraj nje župna kuća i ograđeno groblje, a ispred kip sv. Ivana Krstitelja, rad akademskog kipara Stipe Sikirice.

## Zemljopis
U užem smislu Grab je samo dio naselja uz lijevu obalu rijeke i u uskom pojasu s desne strane gornjeg dijela toka (od sad stari Grab). Uobičajeno je Grabom nazivati i područje naselja Vrabač (sa Svinjačom), Podi i Krivodol (s Kovačinama), iako su ona službeno samostalna. Ova su naselja od davnina tijesno povezana sa starim Grabom (u prošlosti su i bili jedinstveno naselje), naročito Krivodol kojemu pripada dio starog Graba, a ovome dio Krivodola (Gusići odavno imaju i samostalno selo unutar Krivodola). Vrabač je ostao u svojim granicama, dobro je naseljen, ali nije razvijao samostalnu infrastrukturu. Stanovnici brdskih sela Poda i Krivodola iselili su se tijekom druge polovice 20. stoljeća ili spustili niže prema polju (u pravilu na svoju zemlju) tako da je nastalo jedinstveno naselje s obiju strana rijeke, na koje se Vrabač prirodno nadovezuje. Takvo prošireno naselje graniči s Udovičićima, Rudom, Rožama,Ljutom, Velićima i Jabukom. U brdu Jelinak dodiruje se i s područjem Tijarice i Vrpolja.  Podima  (osim Terzića)  pripadaju i zemlje između sjeverozapadno od Voštana na lokalitetu Jarkovište koje zovu planine. Također, neki stanovnici Poda od davnina imaju vrtle u Rudi s lijeve strane rijeke Rude.

## Prezimena
U starom Grabu  izvorna su prezimena Gusić i Samardžić, ali odavno i Koprčina, Ursić (doselili iz Medića), Perković (doselili iz Petrova polja pa ih zovu Petropoljcima), Marijanović (doselili iz Kaštela pa ih zovu Kašteljanima), Lagator. U Krivodolu: Gusić, Gilić, Lagator, Koprčina, Knez (spustili se iz Roža). U Vrapču: Delić, Dadić-Betević, Radman, Radman-Livaja, Čikara, Vrdoljak (posljednja dva u Svinjači) i Bazo (iz Rude).  U Podima: Ćosić, Ćosić-Dragan, Bošnjak, Gusić (Šećer), Terzić, Plazibat (doselili iz Tijarice),  Ratković, Ratković-Barić, Kundid, Marković, Bugarin. Od starine u pockoj strani kuće i zemlju imaju i Kristići. Odnedavno postoje i prezimena Renić, Burić (Grab) i Projić (Vrabač).

## Rijeka Grab
Rijeka Grab (službeno klasificirana kao potok) duga je oko 3 km. Zaštićena je 2000. kao značajni krajobraz. Pola toka ima kamenito korito, a polovica protječe poljem. Na prvom kilometru smješteno je pet mlinica. Nakon drugog svjetskog rata stari tok je promijenjen, tako da ga je ostalo samo pola, a od polovice je prokopano novo korito koje zovu Kanal, sve do utoka u Rudu oko kilometar i pol niže nego prije.
Grab je obilovao racima i mekousnim pastrvama.  Bilo je i sitne ribe (korovica i lizibaka).  Pojavljivao se i klen, a i šaran. Uz uobičajene metode ribarenja: na živu mušicu, na živu guju, mrežom, vlakom, ostima (osnama), dugo se zadržao i lov rukom.  Sredinom druge polovice 20. st. raci su počeli nestajati, dok nisu potpuno iščezli, a broj pastrva naglo opadati, tako da je stara endemska vrsta sad ugrožena.

#### Grabske mlinice
Od pet mlinica koje su do sredine druge polovice 20. st. redovito mljele, sačuvane su četiri. Starog su tipa s vodoravnim kolima, tzv. kašikare. Samo za jednu se znade kad je građena, ostale su vjerojatno još iz turskog razdoblja.
Nazivi mlinica obično se mijenjaju prema trenutnim vlasnicima, ali pamte se i stari. Prva je Ursića (Blažova) mlinica  nedaleko od izvora, jedina koja je smještena na lijevoj obali. Abramova (Prpina, Ćosića) mlinica bila je pedesetak metara niže, ali ne na glavnom već na sporednom izvoru Graba. Srušena je, ostale su samo zidine.  
Stotinjak metara niže je Albertuša (Gardijanova mlinica) obitelji Ćosić.  Do sredine 20. st. bila je u vlasništvu stare plemićke obitelji Alberti (jedno vrijeme nacionalizirana). De Alberti se nalaze na crkvenom popisu iz 1832. u Grabu (koncem 19. st. više ih nema). Nepunih sto metara ispod Albertuše je Bugarinova (Ćitina) mlinica (građena u drugoj polovici 19. st.). Prije je imala više vlasnika i dva spojena dijela (dio prema vodi bila je Šećerova mlinica). Ispod ove mlinice je ribnjak kalifornijske pastrve. Nešto više od sto metara nizvodno je Grabovčuša, mlinica obitelji Samardžić, sada s dva odvojena dijela, Zelića mlinica (bliže vodi) i Matelinova mlinica. Bila je u vlasništvu obitelji Grabovac koju im je za ratne zasluge darovao 1720. Alvise Mocenigo, Generalni providur Dalmacije. Do tada je pripadala Rustem Spahiji u Skoplju (danas Uskoplje). I Grabovci se nalaze u rečenom crkvenom popisu u Grabu iz 1832. O Albertuši i Grabovčuši zabilježena je i narodna predaja koja ima elemenata vjerodostojnosti.   U Zelića mlinici nalazi se i stupa za valjanje sukna a bio je i badanj za valjanje biljca ( biljac-sukneni pokrivač za bračni krevet, debljine, opran u badnju i s izvučenim vlaknima i do 8 cm). Mještani su donosili za badanj i ostalu robu samo za pranje, te je badanj prva veš mašina u našem kraju. Mlinica i danas ima 5 drvenih žlibova ( žlijeb ), tri dovode vodu na svaki svoj mlin, četvrti do stupe, a peti do badnja. Lokalni govor (novoštokavska ikavica) obiluje riječima povezanim s mlinicom i poslovima u njoj.

#### Mostovi
U Grabu je nekoliko mostova od kojih dva kojima se ne zna starost. Počevši od izvora najprije je betonski mostić koji spaja Ursića mlinicu s lijevom obalom. Prije je bio drven. Ispod mlinice Albertuše je kameni most, vjerojatno iz turskog doba. Bugarinovu mlinicu s lijevom obalom povezivao je kameni most izgrađen nakon gradnje mlinice. Srušila ga je voda šezdesitih godina 20. st.  Grabovčušu s lijevom obalom veže stari kameni most s dva oka. Ni njemu se ne zna starost. U sredini sela je kameni most građen na prijelazu iz 19. u 20. st. kad je ograđivana crkva i groblje. Njega i kraj oko njega zvali su Most. Prije je imao kamenu ogradu koja je šezdesetih godina zamijenjena željeznom. Stotinjak metara niže je betonski most na cesti koja kruži oko Sinjskog polja. Zovu ga novi most, a ovaj kameni postao je stari most. Imaju i dva mostića kojima se ulazi u Grabsko polje, jedan na starom koritu, drugi na novom. Na Rudi su dva betonska mosta (prije drvena): na Vratnicama povezuje Vrabač i Udovičić, a na Gazu spaja Grab i Jabuku s poljem.

#### Grabsko polje
To je dio Sinjskog polja omeđen starim koritom Graba, novim koritom i rijekom Rudom. U njemu su zemlju imali samo stari Grabljani i Krvodoljani. Uži, početni dio Sinjskog polja s desne strane starog korita pripada Podima, a nešto i Krivodolu, a širi, koji se naziva Albertuša (prije vlasništvo obitelji Alberti) ima Vrabač (bez Svinjače). Premjeravanjem sredinom 20. st. došlo je do malih promjena.

## Stanovništvo
U Grabu žive Hrvati, a većina se izjašnjava pripadnicima Katoličke Crkve.
| broj stanovnika | 74    | 834   | 418   | 282   | 268   | 383   | 1380  | 272   | 235   | 390   | 412   | 565   | 774   | 795   | 687   | 546   | 523   |
|                 | 1857. | 1869. | 1880. | 1890. | 1900. | 1910. | 1921. | 1931. | 1948. | 1953. | 1961. | 1971. | 1981. | 1991. | 2001. | 2011. | 2021. |

## Gospodarstvo
Stanovništvo se nekada bavilo poljoprivredom i uzgojem stoke. Danas se sve više napuštaju ove djelatnosti.

## Povijest
Područje je vjerojatno bilo naseljeno i u prapovijesno doba. Uz školske temelje pronađeni su ostatci crkve iz ranog srednjeg vijeka na još starijoj, možda starokršćanskoj. U Grabu su pronađeni i arheološki ulomci iz starohrvatskog razdoblja. Za vrijeme turske vladavine stanovništvo je bilo islamske vjeroispovijesti, među njima islamizirani Udovičići iz predturskog razdoblja. Koncem 17. stoljeća mjesto je naseljeno uglavnom stanovništvom iz Hercegovine što se slaže i s činjenicom da je župa sve do 1968. službeno potpadala pod franjevački samostan u Živogošću (a ne u Sinju). U Drugom svjetskom ratu obilježile su ga dvije velike tragedija i dva teška zločina. U Podima i Krivodolu jedinice pod njemačkim zapovjedništvom ubile su 1944. oko 200 mještana i više od 50 stanovnika iz drugih dijelova župe Grab koji su se tu zatekli. Nedugo nakon toga partizani su pobili više od sto zarobljenih domobrana i HOS-ovaca i bacili ih u Markovića jamu.

#### Prapovijesne gomile
Nad koritom Graba dominiraju dvije velike prapovijesne gomile, s lijeve strane Grabska gomela a s desne (na pockoj strani) Džakina gomela.  Grabska je potpuno sačuvana, dok su Džakinu devastirali sredinom druge polovice 20. st.  pri gradnji okolnih cesta. U blizini Džakine gomele, bila je manja, Bugarinova gomela.  Od nje su ostali samo temelji.
Na grabskom području prema Jabuci još je jedna gomila koja se zove Jabučkom gomelom.

## Školstvo
Osnovno školstvo u Grabu počelo je pred sam Drugi svjetski rat. Osmogodišnja škola djeluje od 1958. Iz privatnih kuća prelazi 1960. u obnovljeni zadružni dom. U isto vrijeme, u Podima i u Krivodolu radila je četverogodišnja škola. Od petoga razreda u školu su išli učenici Graba, Vrapča, Poda, Krivodola i Udovičića (osim zaselka Bilokapići, koji su išli u Otok). Škola je bila središnja i za osmogudišnju školu u Veliću i područne škole u Vrpolju i Čačvini (učenici tih dviju škola od petog do osmog razreda išli su u Velić). Od 1986. ujedinjena je s osnovnom školom u Trilju. U Veliću više nema osmogodišnje škole dok u Grabu još uvijek ima (2015. godina). Učenici iz Udovičića idu u osmogodišnju školu u Otok.

## Kultura i tradicija
Tradicionalna nošnja polako se gubila nakon drugog svjetskog rata, najprije kod muškaraca,  poslije i kod žena, do osamostaljenja je potpuno iščezla. Slično je bilo s folklorom iako se sačuvalo muško i žensko pjevanje novijeg doba (rera).
Nedugo nakon dolaska na župu 2003. fra Duško Botica je potakao osnivanje kulturno-umjetničkog društva KUD Župa Grab, čime je ovo propadanje zaustavljeno.

#### Grabske mačkare
Gotovo svake godine u Grabu (uključujući i Vrabač) okupljaju se mačkare. Iako su slične mačkarama okolnih sela, Grabske mačkare imaju neke posebnosti svojstvene samo njima.

## Župa Grab
Župa sv. Ivana Krstitelja Grab sastoji se od sela Grab, Vrabač, Pode, Krivodol, Velić i Jabuka. Župna crkva u Grabu izgrađena je 1874. 
Područne crkve su u Veliću (Gospa od Ružarija) i Jabuci (Gospa od zdravlja). U Velićima postoji stara Gospina crkvica iz sredine 18. st, a na Gazu kapela Gospe Sinjske. Groblje u Grabu bilo je zajedničko, a od osamdesetih godina 20. st. Velić i Jabuka imaju svoje groblje.

## Vanjske poveznice
- https://mapcarta.com/18919670